# 장시하
장시하(1992년 5월 16일 ~ )는 전 KIA 타이거즈의 내야수이자 전 연천미라클의 내야수이다.

은퇴 후 아리테휘트니스 시흥능곡점에서 일하고 있다.